# Нижневартовская ГРЭС
Нижневартовская ГРЭС — тепловая электростанция (ГРЭС), ГРЭС расположена в Нижневартовском районе Ханты-Мансийского автономного округа — Югры, в рабочем поселке Излучинск  в 15 км от города Нижневартовска, на берегу реки Вах. Основным видом топлива является переработанный попутный газ нефтяных месторождений, большая часть которого поставляется с нефтепромыслов Самотлорского нефтяного месторождения. 
Принадлежит АО «Нижневартовская ГРЭС» — совместному предприятию ПАО «Интер РАО» и ПАО «Роснефть».
Нижневартовская ГРЭС – третья по мощности электростанция Тюменской области, на ее долю приходится около 15% всех мощностей Тюменской энергосистемы.
Электростанция является одним из основных поставщиков электроэнергии в Уральском федеральном округе.

## История
Вопрос о проектировании и строительстве Нижневартовской ГРЭC был впервые поднят ещё в 1971 году – разработка гигантских залежей нефти на Самотлоре и близлежащих месторождениях требовала всё больше электроэнергии. Однако тогда основные силы энергостроителей были направлены на возведение Сургутской ГРЭС-1, и вопрос был отложен, как показало время, на целое десятилетие.
80-е годы ознаменовались бурным ростом объёмов добычи нефти и газа в Западной Сибири – на Нижневартовский регион в то время приходилось около половины добываемой здесь нефти. Электроэнергия в этот регион поступала от Сургутской ГРЭС. Отсутствие собственных генерирующих мощностей существенно снижало надёжность Нижневартовского узла. Возникла насущная необходимость в строительстве электростанции.
В апреле 1980 года ЦК КПСС и Совет министров СССР приняли важнейшее по своему значению Постановление № 337 «О развитии в Тюменской области электроэнергетики на базе местного природного газа и попутного нефтяного газа в 1981-1990 годах».
На основании этого документа Уральским отделением ВГНИПИИ «Атомтеплопроект» по заданиям Минэнерго СССР разрабатываются проекты четырех мощных электростанций, расположенных в центрах роста нагрузок. Станции должны были покрыть  дефицит мощностей Тюменской энергосистемы, возникший с увеличением объемов добычи нефти и газа, их транспортировки в районы потребления, а также строительством объектов народного хозяйства Урала. Один из планируемых энергоблоков - проект Нижневартовской ГРЭС мощностью 4800 МВт.
Первый энергоблок 800 МВт был введён в эксплуатацию 30 января 1993 году. Дальнейшее строительство было законсервировано до 2000 года, возобновившись в рамках инвестиционной программы Российской энергосистемы.
Второй энергоблок 800 МВт был запущен 14 ноября 2003 года. Работы по строительству выполняло ОАО «Энергостройинвест-Холдинг».
В 2014 году был введён в эксплуатацию энергоблок № 3 установленной мощностью 413 МВт.
В конце 2017 года по итогам переаттестации энергоблока №3, установленная мощность электростанции была увеличена с 2013 до 2031 МВт.

## Собственники и руководство
Акции АО «Нижневартовская ГРЭС» принадлежат NVGRES HOLDING LIMITED (NHL). 75 % минус 1 акция в уставном капитале NHL принадлежат Группе Интер РАО, а 25 % плюс 1 акция принадлежит ОАО НК «Роснефть».
Генеральный директор — Нелюбин Михаил Юрьевич.

## Описание
Установленная электрическая мощность станции составляет на конец 2018 года 2031 МВт, она включает два паросиловых энергоблока по 800 МВт и одного парогазового энергоблока 431 МВт. Тепловая мощность станции — 758 Гкал/час.
Потребность в газе в 2010 году удовлетворялась за счёт закупок коммерческого газа у ОАО «ТНК ВР Холдинг».
| Показатель                                                          | 2006   | 2007   | 2008   | 2009   | 2010   | 2011   | 2012   | 2013   | 2014   | 2015   | 2016   | 2017   | 2018   | 2019  | 2020  | 2021  |
| ------------------------------------------------------------------- | ------ | ------ | ------ | ------ | ------ | ------ | ------ | ------ | ------ | ------ | ------ | ------ | ------ | ----- | ----- | ----- |
| Выработка электроэнергии фактическая, млн кВт·ч                     | 10 596 | 11 635 | 12 358 | 11 457 | 11 339 | 12 462 | 10869  | 11908  | 11947  | 13930  | 12786  | 12590  | 12957  | 12523 | 10051 | 12481 |
| Отпуск тепловой энергии с коллекторов, тыс. Гкал                    | 261,5  | 224,3  | 224,9  | 251,3  | 256,2  | 218,1  | 222,3  | 233,8  | 256,7  | 224,4  | 262,2  | 234,4  | 250,6  | 245,3 | 213,6 | 249,4 |
| КИУМ                                                                | 82,2 % | 83,0 % | 87,9 % | 81,7 % | 80,9 % | 88,91% | 77,34% | 84,96% | 70,77% | 79,00% | 72,34% | 71,34% | 72,83% |       |       |       |
| Удельный расход условного топлива на отпуск электроэнергии, г/кВт·ч | 305,7  | 303,4  | 303,2  | 303,9  | 303,8  | 302,5  | 303,3  | 301,1  | 288    | 289,1  | 288,4  | 287,4  | 286,6  |       |       |       |
| Удельный расход условного топлива на отпуск теплоэнергии, кг/Гкал   | 170,1  | 169,2  | 168,3  | 166,9  | 168,6  | 168,5  | 167,8  | 167,7  | 167,1  | 168,1  | 166,8  | 166,9  | 168.4  |       |       |       |

## Развитие станции
С вводом нового парогазового энергоблока (ПГУ-413) в марте 2014 года установленная мощность Нижневартовской ГРЭС выросла с 1 600 МВт до 2 013 МВт. ПГУ-413 соответствует самым современным нормам экологической безопасности и энергоэффективности. Блок был создан на принципиально новой технологической схеме – на базе парогазовой установки (ПГУ), в которую входят две турбины производства «General Electric Energy»: газовая мощностью до 270 МВт, паровая - 143 МВт с соответствующими генераторами и котёл-утилизатор, изготовленный ОАО «Атомэнергомаш».
В соответствии с условиями Договора предоставления мощности в обязательства ОАО «ОГК-1» включено строительство двух энергоблоков мощностью 410 МВт каждый на Нижневартовской ГРЭС со сроком ввода 30 декабря 2013 года и 31 декабря 2015 года.
В 2010 году определен поставщик основного оборудования — General Electric, а также генеральный проектировщик — ОАО «Институт Теплоэлектропроект».
В 2011 году определен генеральный подрядчик — ОАО "ВО «Технопромэкспорт».

## Аварии и происшествия

### 24.09.2012
В результате разгерметизации фланцевого соединения линии подачи газа, работа двух турбин станции была остановлена на двое суток. В течение нескольких минут после отключения ГРЭС от электросети, поставка электроэнергии потребителям стала производиться с Сургутских ГРЭС-1 и ГРЭС-2.